# (4491) Otaru
(4491) Otaru es un asteroide perteneciente al cinturón de asteroides, descubierto el 7 de septiembre de 1988 por Kin Endate y el también astrónomo Kazuro Watanabe desde el Observatorio de Kitami, Hokkaidō, Japón.

## Designación y nombre
Designado provisionalmente como 1988 RP. Fue nombrado Otaru en homenaje a la ciudad puerto japonesa Otaru.

## Características orbitales
Otaru está situado a una distancia media del Sol de 2,173 ua, pudiendo alejarse hasta 2,236 ua y acercarse hasta 2,110 ua. Su excentricidad es 0,029 y la inclinación orbital 3,671 grados. Emplea 1170 días en completar una órbita alrededor del Sol.

## Características físicas
La magnitud absoluta de Otaru es 13,6. Tiene 5,114 km de diámetro y su albedo se estima en 0,389. Está asignado al tipo espectral Sa según la clasificación SMASSII.